# Strnad luční
Strnad luční (Emberiza calandra) je středně velký až velký druh pěvce z čeledi strnadovitých (Emberizidae).

## Popis
Největší z evropských strnadů (délka těla 16–19 cm), s nápadně robustním zobákem. Zbarvením připomíná skřivana, svrchu je šedohnědý, tmavě čárkovaný, zespodu bělavý, s tmavými čárkami na hrudi a bocích. Obě pohlaví jsou zbarvena podobně.
Při přeletech na krátké vzdálenosti nechává svěšené nohy.

## Hlas
Zpívá z vyvýšených míst; zpěv tvoří řinčivé, zrychlující se cikciktrilililil, připomínající chrastění svazkem klíčů.

## Rozšíření
Hnízdní areál sahá od severní Afriky a západní Evropy východně po střední Asii. Převážně stálý druh.

## Výskyt
Hnízdí v otevřené zemědělské krajině.
V České republice došlo po poklesu v sedmdesátých letech 20. století k opětovnému růstu populace i areálu. V současné době hnízdí v níže položených oblastech celého území. V letech 1985–1989 byla populace odhadována na 700–1400 párů, v letech 2001–2003 již na 4000–8000 párů. Zvláště chráněný jako kriticky ohrožený druh.

## Hnízdění
Má složitý systém páření; objevuje se u něj monogamie (převládá) i polygamie, někteří ptáci navíc zůstávají nespárovaní. Hnízdí většinou 1× nebo 2×, někdy i 3× ročně. Hnízdo je zpravidla na zemi v trávě, vzácněji i výše v křovinách. Snůška čítá 3–5 vajec o velikosti 24,8 × 18,3 mm. Inkubace trvá 12–14 dnů, na vejcích sedí pouze samice. Mláďata, která krmí převážně samice a jen příležitostně později i samec, opouští hnízdo ve stáří 9–13 dnů. Další zhruba 2 týdny jsou pak krmena mimo něj.

## Potrava
Živí se semeny, pupeny a bezobratlými, které hledá na zemi i na vyšších rostlinách.

## Galerie

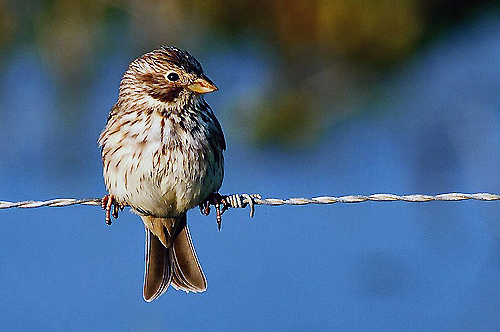
Strnad luční
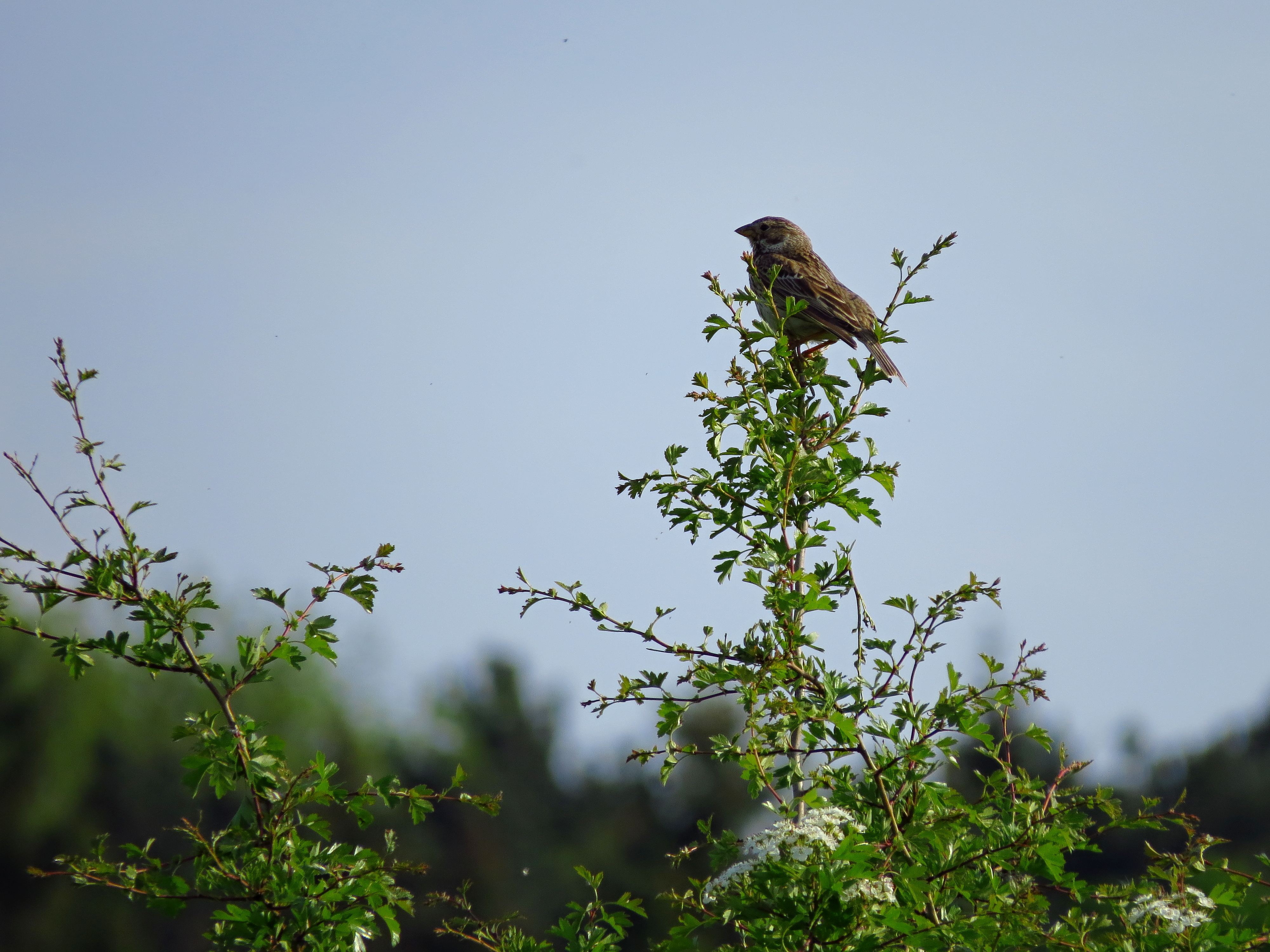
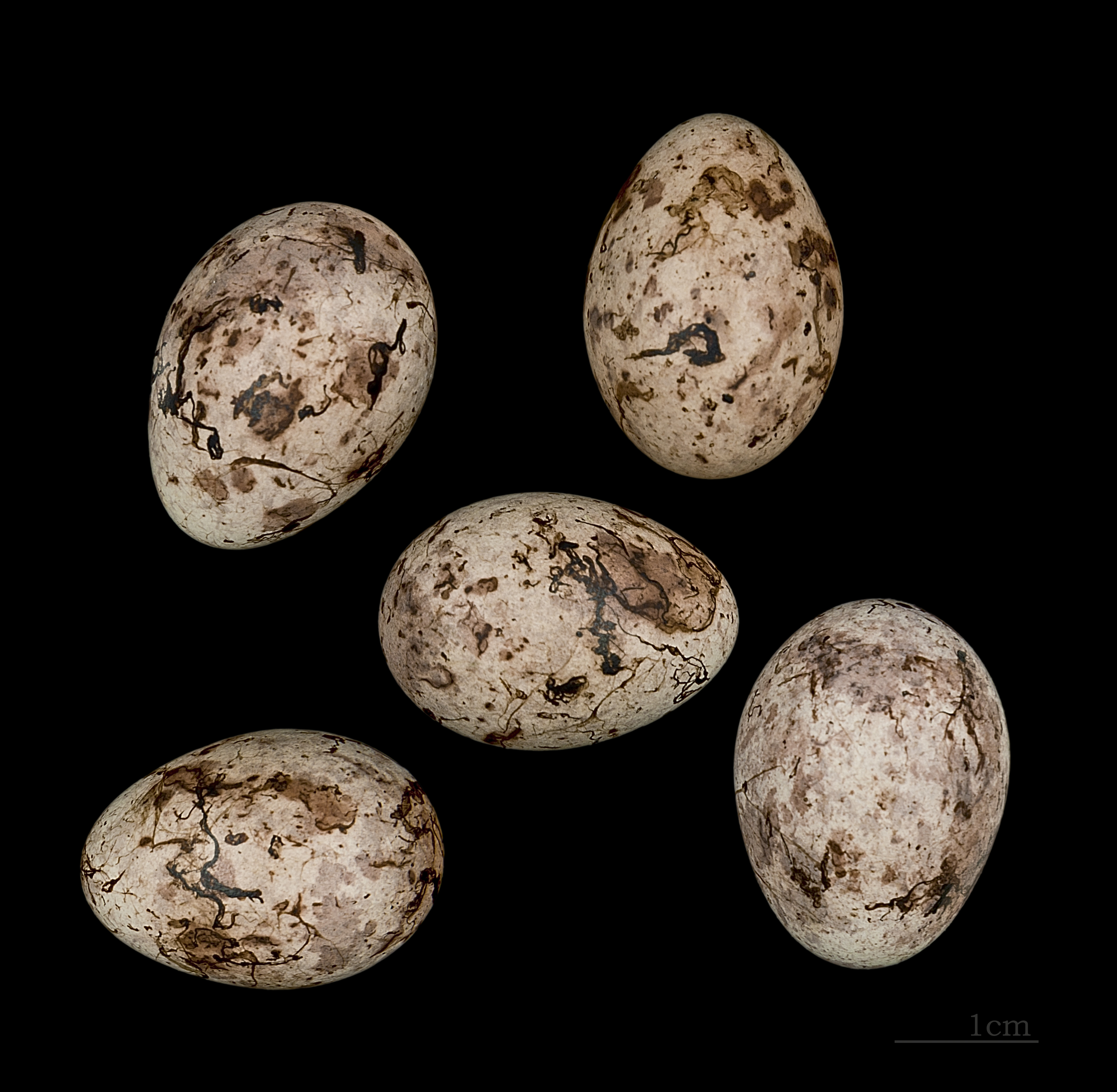
Vejce strnada lučního (Emberiza calandra)